# Opération Jajce III
Seconde Guerre mondiale
Batailles
- Invasion de l'Albanie
- Guerre italo-grecque
- Invasion de la Yougoslavie
- Opération Châtiment
- Bataille de Grèce
- Opération Abstention
- Bataille de Crète
- Campagne de la mer Noire

L'opération Jajce III est une opération anti-partisans en Croatie qui eut lieu du 29 novembre au 6 décembre 1942. Elle fait suite aux opérations Jajce I et Jajce II. 

## But de l'opération
Les opérations doivent aboutir à la reconquête de la ville de Jajce, prise par les partisans Yougoslaves dans la nuit du 25 novembre au 26 novembre 1942 et qui avait fait beaucoup de victimes du côté des défenseurs allemands et croates. 
| \| Jajce Donji Vakuf Travnik \| |
| Jajce Donji Vakuf Travnik       |

## Forces en présence
Forces de l'Axe
 Reich allemand
- 718e division d'infanterie
- 12e Panzer-Kompanie z.b.V (1 Zug[1])
- Panzerzug 103

 État indépendant de Croatie
- 4e régiment d'infanterie (1 bataillon)
- 5e régiment d'infanterie (2 bataillons)
- 8e régiment d'infanterie (1 bataillon)
- 9e régiment d'infanterie (1 bataillon)
- 15e régiment d'infanterie (2 bataillons)
- VIIe groupe d'artillerie (éléments)
- IXe groupe d'artillerie (éléments)
- XIe groupe d'artillerie (éléments)
- 2 bataillons de génie militaire
- 2 bataillons oustachis
- 3 bataillons d'artillerie anti-aérienne

Résistance
 Partisans
- 3e division d'assaut (NOVJ)
- 3e brigade prolétarienne (NOU)
- 3e détachement des partisans Krajiški (NOP) (Quelques éléments)

## L'opération
Les forces germano-croate étaient placées sous le commandement de la 718e division d'infanterie. De violents combats eurent lieu, à partir du 1er décembre, à Travnik et Donji Vakuf situées aux abords de Jajce.

En plus de reprendre Jajce, les troupes de l'Axe visaient également à détruire les groupes partisans de la vallée de la Vrbas qui relie Donji Vakuf à Jajce.

Après avoir avancé lentement jusqu'à la vallée de la Vrbas les éléments de tête des troupes de l'Axe sont entrés à Jajce le 6 décembre à midi, après que les Partisans de la 3e division d'assaut ait décidé de renoncer à la défense de la ville et se soit retiré vers l'Est à travers les montagnes.

## Bilan
Les deux objectifs ont été atteints et, selon le rapport allemand après la bataille, les pertes Yougoslaves furent élevés :
- Pertes allemandes - 60 tués, 95 blessés et 8 disparus;
- Pertes croates - 23 tués, 135 blessés et 149 disparus;
- Pertes partisanes - 431 tués, 60 blessés et 434 prisonniers.